# Grupul statuar Horea, Cloșca și Crișan din Cluj-Napoca
Grupul statuar Horea, Closca și Crișan din Cluj-Napoca a fost realizat de sculptorul Ion Vlasiu și evocă pe cei trei conducători ai răscoalei țărănești din 1784-1785. Grupul statuar se află amplasat în fața hotelului "Grand Hotel Napoca", la intersecția a patru străzi: Octavian Goga, General Eremia Grigorescu și General Dragalina.